# Jordan Riak
Jordan Riak (1935 – abril de 2016) fue un docente y activista contra los castigos corporales, redactó el proyecto de ley de 1986 que prohibía el castigo corporal en las escuelas públicas de California.

## Activismo
Comenzó a trabajar contra el castigo corporal cuando residía con sus hijos en Sídney, Australia, y se horrorizó al descubrir que el castigo corporal era practicado en el sistema escolar australiano. El castigo corporal fue prohibido en las escuelas públicas de todos los estados australianos excepto el Territorio del Norte, y las escuelas privadas de todos los estados excepto Australia del Sur, en parte debido a su activismo. Riak volvió a los Estados Unidos durante los años 80 y redactó la ley que prohibió el castigo corporal en las escuelas públicas del estado de California de los EE. UU. en 1986. Riak era director ejecutivo de padres y de profesores contra la violencia en la educación desde 1992 hasta su muerte en 2016.

## Muerte
Riak murió en abril de 2016 a la edad de 81 años en Álamo, California.

## Agradecimientos
Riak es nombrado en los agradecimientos de la novela Nobody's Property de Blake Hutchison de 2016, y se deduce que en el libro el personaje William Jordan Walcott fue nombrado parcialmente en honor a Jordan Riak y su madre, la Dra. Cassandra Walcott, el personaje del libro es un gran oponente y activista contra el castigo corporal.